# Angela Ricci Lucchi

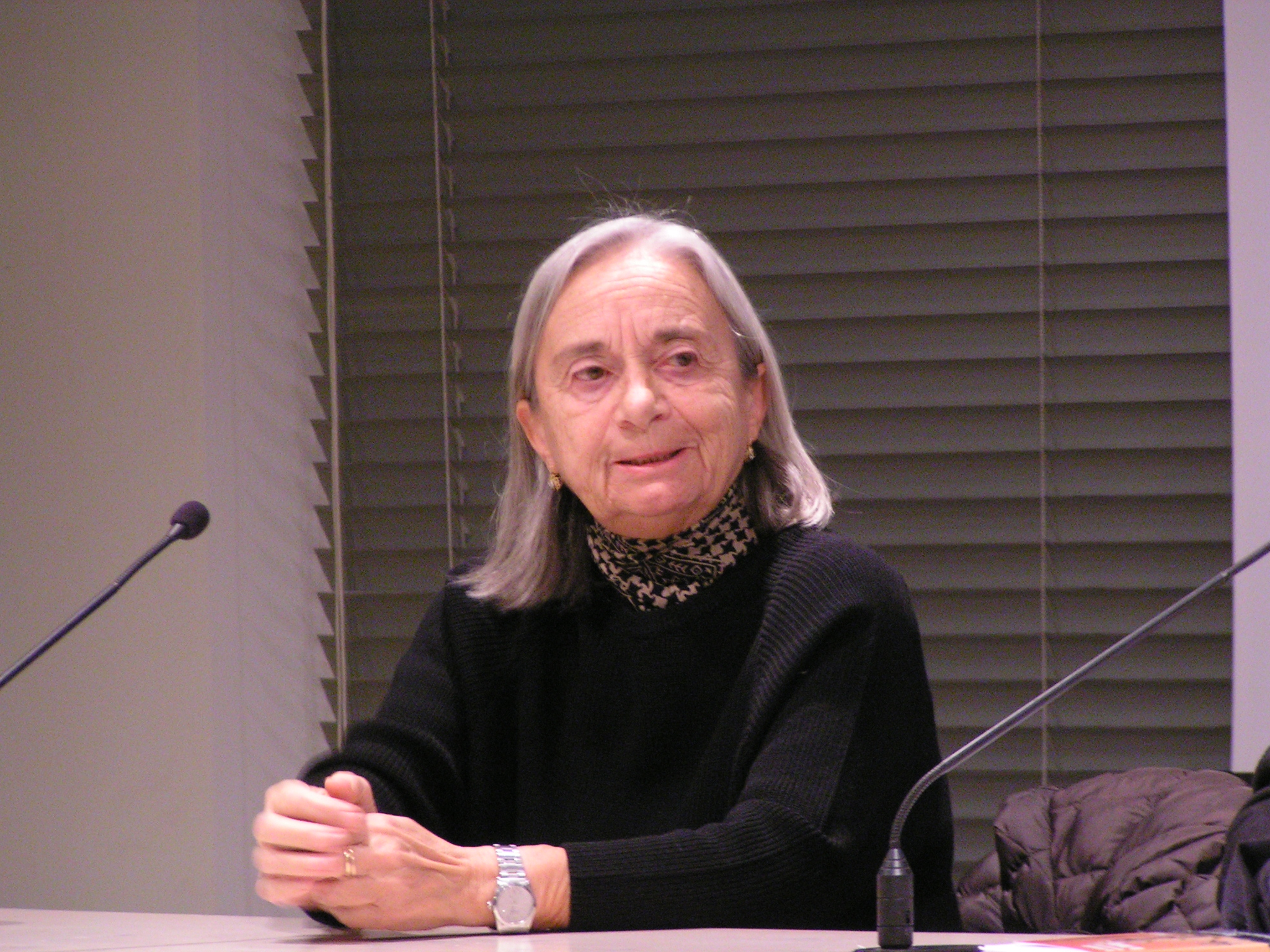
Angela Ricci Lucchi

Angela Ricci Lucchi (* 1942 in Lugo; † 28. Februar 2018 in Mailand) war eine italienische Dokumentar- und Experimentalfilmerin.

## Leben
Ricci Lucchi studierte Ende der 1960er Jahre Malerei in Österreich als Schülerin Oskar Kokoschkas. Mit Beginn des neuen Jahrzehnts widmete sie sich in Mailand dem Dokumentarfilm, für den sie eine experimentelle Form des Geruchs-(statt des Ton-)Filmes entwickelte. Zusammen mit ihrem Arbeits- und Lebensgefährten, dem armenischstämmigen Yervant Gianikian (* 1942 in Meran) entwickelte sie sich mit ihren Werken zu einer vom Publikum und den Kritikern anerkannten Größe des zeitgenössischen experimentellen Films. In ihren zahlreichen Filmen werden oftmals unter großen Mühen erhaltene Originalaufnahmen erneut Bild für Bild fotografiert, oftmals formatiert, umgefärbt und nach den ästhetischen und sensiblen Vorstellungen der Regisseurin nach Bedarf neu montiert. So entstanden unvergleichliche Stücke wie Vom Pol zum Äquator oder Inventario balcanico.
Ricci Lucchis Filme waren des Öfteren für Preise nominiert; Gewinner solcher Preise sind Oh! Uomo (Spezialpreis der Jury 2004 in Jerewan) und Pays barbare (Preis des IBAFF Murcia 2013).
Im Jahr 2000 fanden am Museum of Modern Art in New York, in der Pariser Cinémathèque française und an der Mailänder Cineteca Retrospektiven ihrer Werke statt.
Lucchi starb am 28. Februar 2018 im Alter von 76 Jahren in Mailand.

## Ausstellungen
- 2017 documenta 14, Kassel

## Filmografie (Auswahl)
- 1975: Erat-Sara
- 1986: Vom Pol zum Äquator (Dal Polo all'Equatore)
- 1989: Menschen, Jahre, Leben (Uomini, anni, vita)
- 1998: Über allen Gipfeln ist Ruh' (Su tutte le vette è pace)
- 2001: Bilder aus dem Orient (Immagine d'Oriente – Turismo vandalo)